# Guild Wars: Eye of the North
Guild Wars: Eye of the North (spesso abbreviato in GWEN) è l'ultima espansione per il videogioco Guild Wars. Essendo un'espansione, è richiesta quantomeno una delle tre campagne (Prophecies, Factions, Nightfall) per poter giocare.

## Trama
Il giocatore dovrà recarsi a Tyria per affrontare una terribile minaccia che si nasconde nel sottosuolo: il Gran Distruttore. Per fare ciò dovrà reclutare nuovi alleati tra 4 diverse fazioni: i Nani di Deldrimor, l'Avanguardia d'Ebano (umani), i Norn (guerrieri alti quasi 3 metri che vivono nell'estremo nord di Cimefredde) e gli Asura (piccoli umanoidi incredibilmente intelligenti, che dimorano sotto la superficie di Tyria e che considerano le altre razze inferiori alla loro). Nel corso dell'avventura ci si avventurerà anche nelle Terre Profonde di Tyria: si tratta di una struttura formata da caverne naturali e scavi abbandonati dalle civiltà del passato. Le Terre Profonde di Tyria sono connesse da una serie di portali magici che permettono di viaggiare in un battibaleno attraverso chilometri di massa mineraria.

## Novità

### Eroi
GWEN permette al giocatore di reclutare e aggiungere alla sua squadra ben 10 nuovi Eroi:
- Gwen: ipnotizzatrice umana; nata ad Ascalon, fu catturata e fatta schiava dai Charr, ma riuscì a fuggire; la sua dimore è l'Occhio del Nord, quartier generale dell'Avanguardia d'Ebano, dove combatte al servizio del Capitano Langmar;
- Vekk: elementalista Asura; giovane e volenteroso, è considerato una delle menti più acute della sua gente;
- Jora: guerriera Norn; insieme a suo fratello Svanir, la giovane Norn attraversò altopiani ghiacciati e vallate in cerca delle miglior prede (la caccia è ciò che rende degno di rispetto un Norn);
- Ogden Curapietra (Ogden Stonehealer): Nano mistico; fedele al sovrano dei Deldrimor, crede profondamente nel Grande Nano ed è a conoscenza delle antiche profezie del Gran Distruttore;
- Xandra: ritualista Luxon; figlia di Juno, la leader del Clan della Tartaruga;
- Anton: assassino di Ascalon; serve l'Avanguardia d'Ebano in qualità di ricognitore;
- Livia: negromante della Lama Lucente; si è diretta nelle Terre Profonde per porre termine alla guerra civile a Kryta;
- Kahmu: derviscio di Elona; nativo di Vabbi, ha sfidato e sconfitto alcuni tra i più valorosi combattenti Norn;
- Hayda: paragon della Lama Lucente; impulsiva e presuntuosa, è una giovane che viaggia per puro divertimento, ponendo fiducia illimitata nelle proprie capacità;
- Pyre Tiroferoce (Pyre Fierceshot): esploratore Charr; è un reietto che viene perseguitato dai Charr Sciamani per aver osato dichiararsi apertamente contrario al loro modo di agire.

### Abilità e armature
Guild Wars: Eye of the North aggiunge 40 nuovi set di armature: Nani, Avanguardia, Norn e Asura per tutte e 10 le professioni. Inoltre sono presenti 150 nuove abilità, compresa la trasformazione in orso. È presente un vasto sistema sotterraneo che percorre tutto il continente di Tyria e che comprende 18 sotterranei a più livelli.

### Galleria dei Ricordi
La Galleria dei Ricordi (Hall of Monuments) è un'area esplorabile situata all'interno della fortezza dell'Occhio del Nord, nelle Cimefredde Remote. La Galleria contiene 5 piedistalli, ognuno dedicato a un diverso tipo di risultato sbloccabile o di gioco, nei quali è possibile esporre tutto ciò che il giocatore ha conseguito in tutte le campagne (non solo a GWEN). Ogni giocatore ha la sua Galleria (e solo lui vi può accedere, a meno che non porti insieme a sé un amico).
 Tutto ciò che verrà esposto nella Galleria dei Ricordi darà diritto al giocatore di sbloccare in Guild Wars 2 eroi, mascotte, armi e altro ancora.